# Trianthema pilosa
Trianthema pilosa är en isörtsväxtart som beskrevs av Ferdinand von Mueller. Trianthema pilosa ingår i släktet Trianthema och familjen isörtsväxter. Inga underarter finns listade i Catalogue of Life.